# FPT University
Die FPT University ist eine private Hochschule in Hanoi.
Sie wurde 2006 gegründet, richtet sich auf Informationstechnik aus und ist die erste private Universität in Vietnam.